# Esmeralda Mallada
Esmeralda Herminia Mallada Invernizzi, née à Montevideo le 10 janvier 1937, est une astronome et professeure uruguayenne qui, grâce à ses contributions, a donné son nom à un astéroïde.

## Biographie
Elle est élève du professeur Alberto Pochintesta en sciences de l'astronomie. En école d'ingénieurs, elle côtoie Gladys Vergara, qui l'aide à préparer le concours pour être professeure en sciences de l'astronomie dans l'enseignement secondaire. Dès 21 ans, elle enseigne les sciences de l'astronomie et les mathématiques dans le secondaire. Elle a enseigné à la Faculté des sciences de l'Université de la République. C'est dans cette université qu'elle obtient un diplôme en astronomie. Elle est actuellement retraitée.
Le 16 octobre 1952, invitée par Pochintesta, elle devient l'une des fondatrices de l'Association des astronomes amateurs (AAA) d'Uruguay et, à partir de 2015, elle en devient la présidente. Le Comité pour la nomenclature des petits corps du Centre des planètes mineures, appartenant à l'Union astronomique internationale, donne le nom de Mallada à l'astéroïde (16277), qui gravite entre Mars et Jupiter. Il s'agit du premier astéroïde à porter le nom d'une femme astronome uruguayenne.

## Publications
Voici quelques travaux publiés par Mallada en collaboration avec A. Fernández :
- Distribution of Binding Energies in Wide Binaries
- Potentiel sources of terrestrial water close to Jupiter
- Dynamical Evolution of Wide Binaries